# Dunafalva
Dunafalva (tyska: Donaudorf, kroatiska: Topolovac) är en ort (by) i provinsen Bács-Kiskun i södra Ungern. Orten har 812 invånare (2024), på en yta av 57,90 km². Den ligger vid Donau, cirka 17,5 kilometer sydväst om Baja.